# Praktmalva
Praktmalva (Malope trifida) är en malvaväxtart som beskrevs av Antonio José Cavanilles. Enligt Catalogue of Life och Dyntaxa ingår praktmalva i släktet praktmalvor och familjen malvaväxter. Arten förekommer tillfälligt i Sverige, men reproducerar sig inte. Inga underarter finns listade i Catalogue of Life.

## Bildgalleri

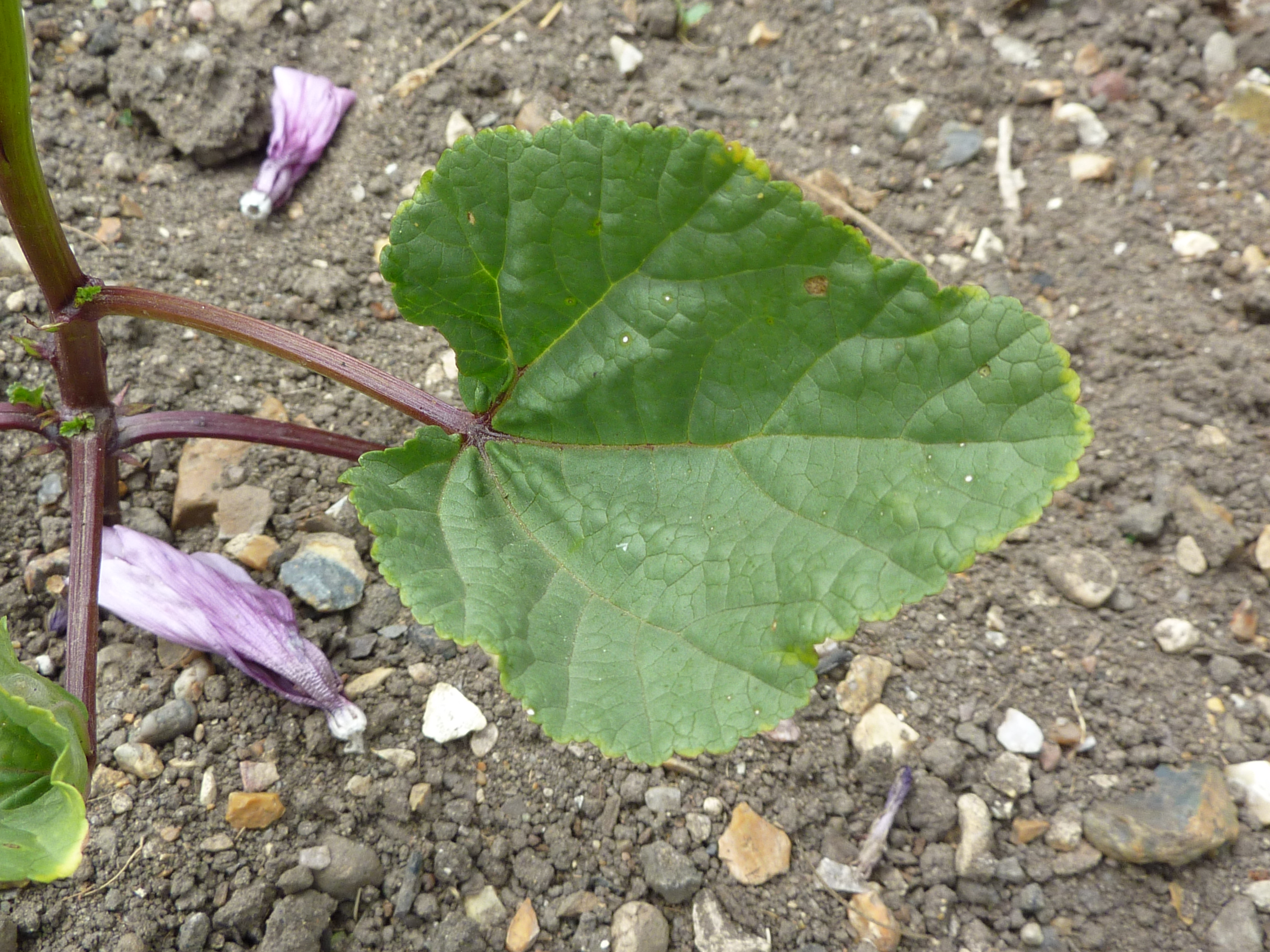
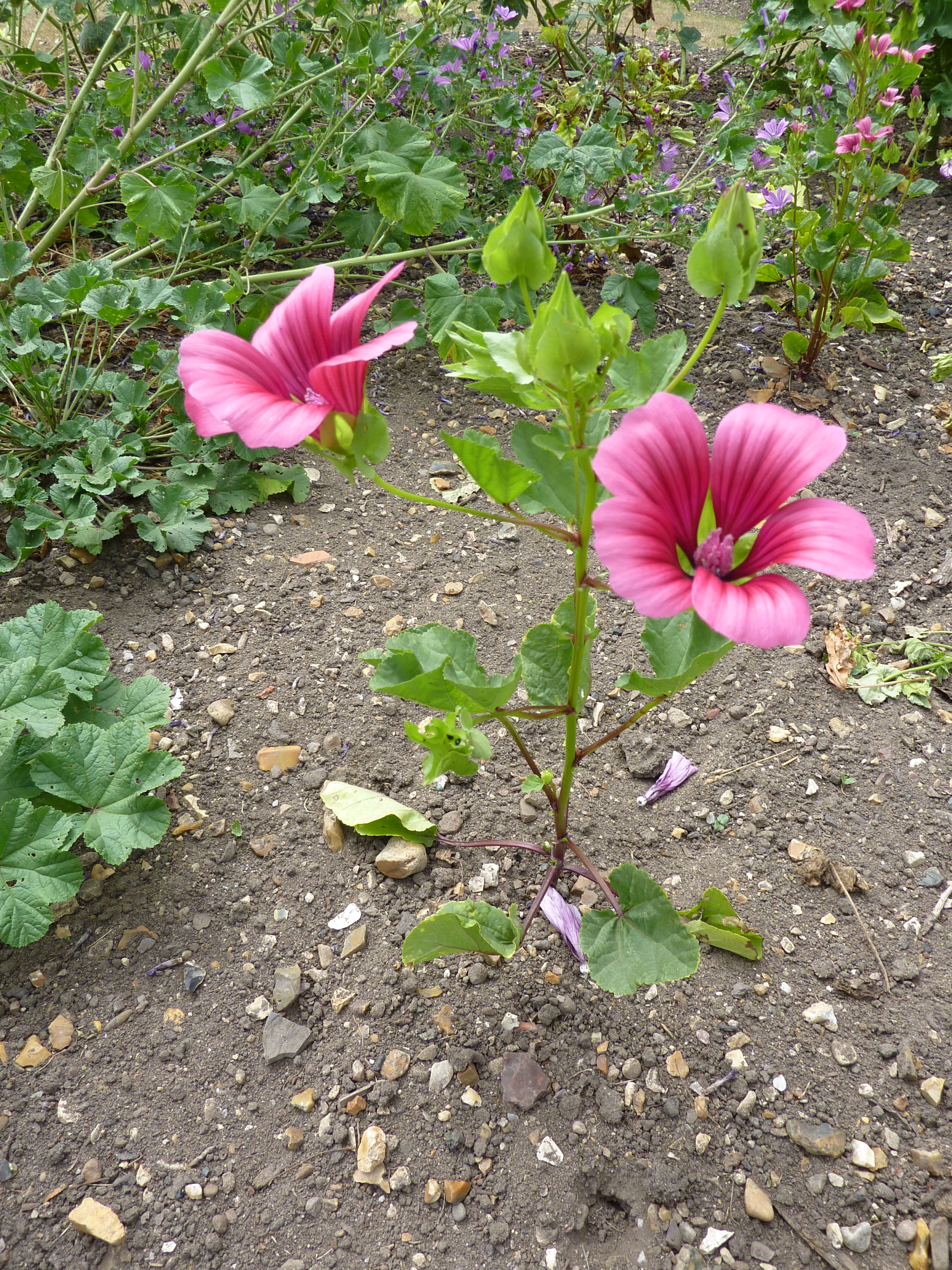
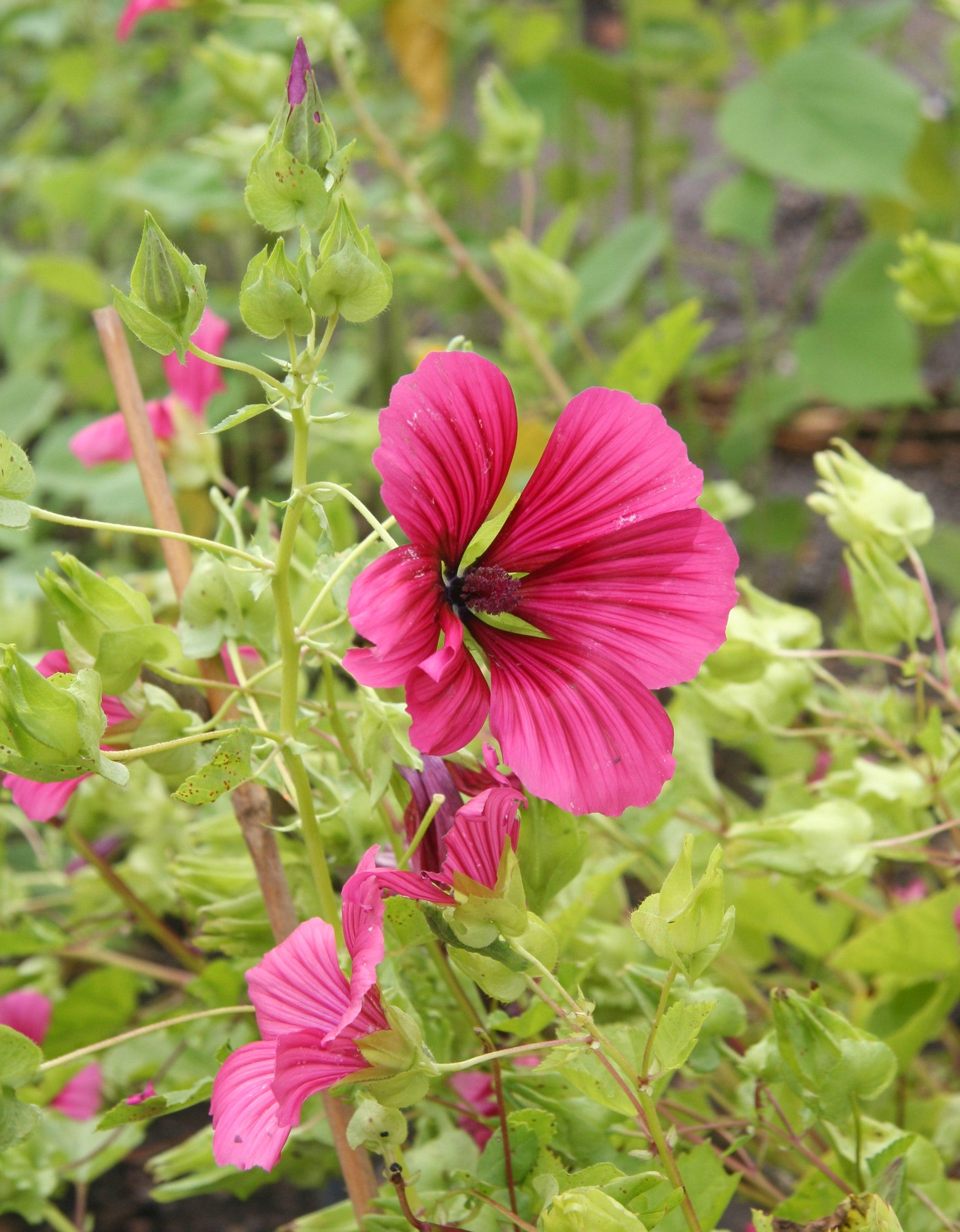
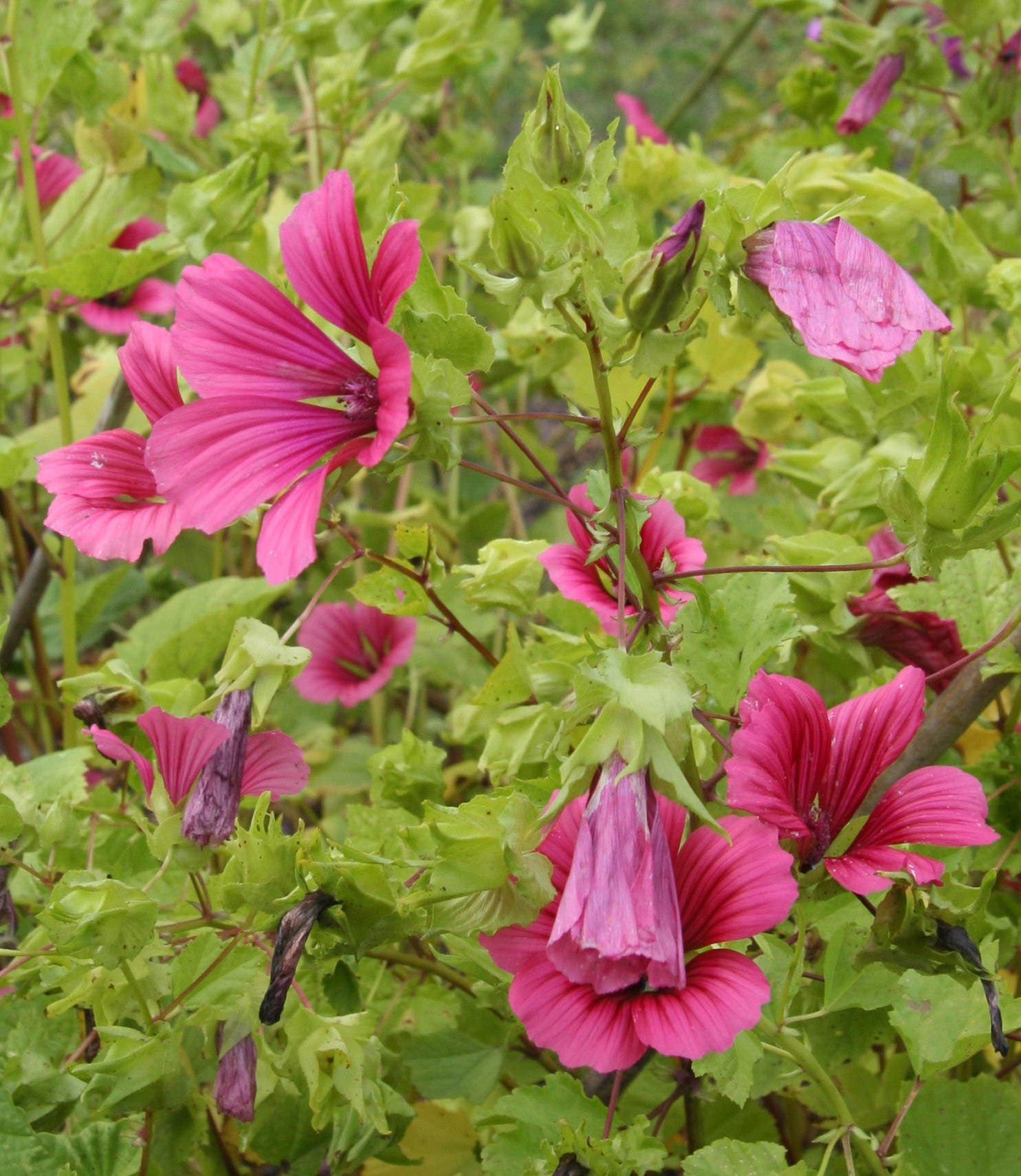
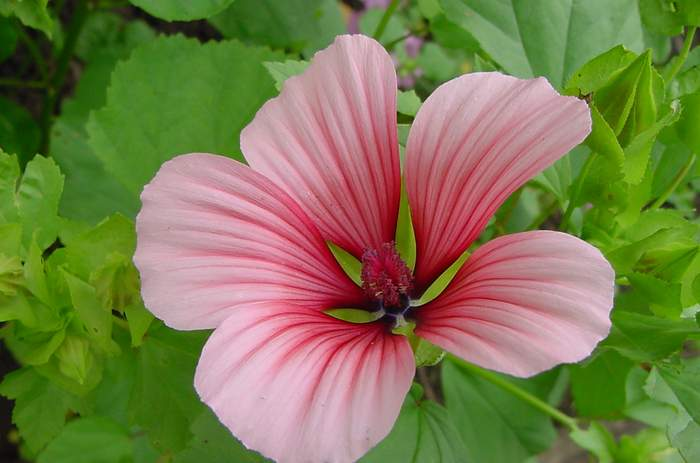